# Prituľany
Prituľany, russinisch Притуляаны/Prytuljany (bis 1927 slowakisch Pritúľany; ungarisch Hegyvég – bis 1907 Pritulyán) ist eine Gemeinde im Osten der Slowakei mit 37 Einwohnern (Stand: 31. Dezember 2024), die zum Okres Humenné, einem Kreis des Prešovský kraj, gehört. Sie ist Teil der traditionellen Landschaft Zemplín.

## Geographie
Die Gemeinde befindet sich in den Niederen Beskiden im Bergland Ondavská vrchovina, im Tal des Baches Prituliansky potok, eines Zuflusses der Sitnička im Einzugsgebiet der Oľka und weiter der Ondava. Das Ortszentrum liegt auf einer Höhe von 243 m n.m. und ist 29 Kilometer von Humenné entfernt.
Nachbargemeinden sind Ruská Poruba im Norden, Nordosten und Osten, Vyšná Sitnica im Süden, Rohožník im Südwesten, Piskorovce im Westen und Krišľovce und Jakušovce im Nordwesten.

## Geschichte
Prituľany wurde zum ersten Mal 1454 als Prythwlan schriftlich erwähnt, weitere historische Bezeichnungen sind unter anderen Pritulyane (1773) und Pritulany (1808). Das Dorf war Teil des Herrschaftsgebiets von Stropkov. Ab 1763 war es unter anderem Besitz der Familie Dessewffy und im 19. Jahrhundert der Familien Keglevich und Szinnyei. 1715 gab es eine Mühle, vier verlassene und 11 bewohnte Haushalte. 1787 hatte die Ortschaft 21 Häuser und 161 Einwohner, 1828 zählte man 30 Häuser und 223 Einwohner, die als Hirten, Köhler und Waldarbeiter tätig waren. Um die Mitte des 19. Jahrhunderts wanderten viele Einwohner aus.
Bis 1918 gehörte der im Komitat Semplin liegende Ort zum Königreich Ungarn und kam danach zur Tschechoslowakei beziehungsweise heute Slowakei. In der Zeit der ersten tschechoslowakischen Republik waren die Einwohner als Landwirte beschäftigt. Während des Zweiten Weltkriegs agierte die Partisanengruppe Čapajev in der Gegend, danach setzten NS-deutsche Truppen den Ort in Brand. Nach dem Zweiten Weltkrieg wurde Prituľany wieder aufgebaut, ein Teil der Einwohner pendelte zur Arbeit in Industriebetriebe nach Humenné, Strážske und anderswo, während andere als privat organisierte Landwirte arbeiteten.

## Bevölkerung
| Jahr                | 1994 | 2004     | 2014     | 2024     |
| ------------------- | ---- | -------- | -------- | -------- |
| Anzahl der Personen | 86   | 66       | 54       | 37       |
| Unterschied         |      | −23,25 % | −18,18 % | −31,48 % |

| Jahr                | 2023 | 2024    |
| ------------------- | ---- | ------- |
| Anzahl der Personen | 35   | 37      |
| Unterschied         |      | +5,71 % |

Nach der Volkszählung 2011 wohnten in Prituľany 63 Einwohner, davon 35 Russinen, 24 Slowaken und ein Ukrainer. Drei Einwohner machten keine Angabe zur Ethnie.
45 Einwohner bekannten sich zur griechisch-katholischen Kirche, sieben Einwohner zur römisch-katholischen Kirche und zwei Einwohner zur orthodoxen Kirche. Fünf Einwohner waren konfessionslos und bei vier Einwohnern wurde die Konfession nicht ermittelt.

## Bauwerke und Denkmäler
- griechisch-katholische Kirche Cosmas-und-Damian-Kirche im neobarocken Stil aus dem Jahr 1925, die eine ältere Holzkirche aus dem Jahr 1777 ersetzte[6]

## Verkehr
Nach Prituľany führt nur die Cesta III. triedy 3822 („Straße 3. Ordnung“) von einer Kreuzung mit der Cesta III. triedy 3820 zwischen Vyšná Sitnica und Ruská Poruba heraus.